# 나이토 다다시게
나이토 다다시게(内藤忠重)는 에도 시대 전기의 다이묘이다. 시마 도바 번 초대 번주를 지냈다.
| 전임 구키 히사타카 | 제1대 도바 번 번주 (나이토가) 1633년 ~ 1653년 | 후임 나이토 다다마사 |